# Clavipalpus sinuatus
Clavipalpus sinuatus är en skalbaggsart som beskrevs av Kirsch 1885. Clavipalpus sinuatus ingår i släktet Clavipalpus och familjen Melolonthidae. Inga underarter finns listade i Catalogue of Life.